# Gornji Moranjci
Gornji Moranjci är en ort i Bosnien och Hercegovina.   Den ligger i entiteten Federationen Bosnien och Hercegovina, i den centrala delen av landet, 90 km norr om huvudstaden Sarajevo. Gornji Moranjci ligger 312 meter över havet och antalet invånare är 669.
Terrängen runt Gornji Moranjci är huvudsakligen kuperad, men den allra närmaste omgivningen är platt. Runt Gornji Moranjci är det ganska tätbefolkat, med 93 invånare per kvadratkilometer.. Närmaste större samhälle är Gračanica, 9,9 km väster om Gornji Moranjci. 
Omgivningarna runt Gornji Moranjci är en mosaik av jordbruksmark och naturlig växtlighet.